# Uri Lupolianski
Uri Lupolianski (hebrejsky: אורי לופוליאנסקי, narozen r. 1951) je izraelský politik a bývalý starosta Jeruzaléma.

## Biografie
Narodil se v Haifě, kde rovněž studoval. Následně absolvoval ješivu Ješivat ha-Negev. V roce 1976 založil organizaci Jad Sara na počest své babičky, která zemřela během holokaustu. Organizace zajišťuje zápůjčky zdravotnického zařízení a poskytuje sociální služby seniorům. Pracuje pro ni cca 6000 dobrovolníků v 96 pobočkách po celé zemi. Pro charitativní činnost okolo nadace Jad Sara byla Uri Lupolianskému udělena Izraelská cena. Sloužil v izraelské armádě a pracoval jako učitel na náboženské škole v Jeruzalému. Je ženatý, má 12 dětí a 6 vnuků.

## Politická dráha
V roce 1989 byl poprvé zvolen do jeruzalémské městské rady. Zastával pozice místostarosty, předsedy plánovacího a stavebního odboru a zodpovídal za odbor rodinných služeb. V letech 2003 až 2008 pak zastával post jeruzalémského starosty. Na tento post kandidoval za stranu Sjednocený judaismus Tóry, přičemž je členem menší strany Degel ha-Tora, která byla součástí kandidátky Sjednocený judaismus Tóry. Stal se prvním ultraortodoxním Židem zastávajícím tento post.